# Férfi Laramie-ből
A Férfi Laramie-ból (eredeti cím: The Man from Laramie) 1955-ös amerikai westernfilm Anthony Mann rendezésében, James Stewart, Arthur Kennedy, Donald Crisp és Cathy O'Donnell főszereplésével.
A film 1955. szeptember 20-án jelent meg.
Egy újonnan érkezett cowboy szembeszáll a helyi szarvasmarha-nagybirtokos báróval és annak szadista fiával.

## Cselekmény
Will Lockhart ellátmányt szállít Laramie-ból (Wyoming állam) Coronadóba, egy elszigetelt nyugati városba. Azonnal összeakad Waggomanékkal, a hatalmas Barb Ranch befolyásos tulajdonosaival. Lockhart titokban információt keres valakiről, aki ismétlőpuskákat adott el az apacsoknak; a bátyja, a hadsereg zöldfülű hadnagya egyike volt a sok katona közül, akiket megöltek egy apacs támadásban a Barb Ranch egy távoli részén.
Alec Waggoman pátriárkát álmok kísértik egy idegennel, aki meg akarja ölni felnőtt fiát, Dave-et. Emellett fokozatosan elveszíti a látását, és nem számíthat az éretlen és rosszindulatú Dave-re.
Lockhartnak Barbara Waggoman, Alec unokahúga azt mondja, hogy ingyen gyűjthet sót, és fuvarért elszállíthatja, de Dave Waggoman lopással vádolja, lelövi Lockhart tizenkét öszvérét, és felgyújtja három szekerét. Lockhart visszatér a városba, és előbb Dave-et, majd Vic Hansbro tanyamestert ökölharcban megveri. Alec megjelenik, és felajánlja Lockhartnak, hogy kárpótolja az elveszett vagyonáért. Tom Quigby seriff azt javasolja Lockhartnak, hogy ezután hagyja el a várost, hogy elkerülje a bajt.
Lockhart folytatja a fegyvercsempész keresését. A helyi részeges Chris Boldt azt mondja, hogy talán tud valamit, de nem sokkal azután, hogy Lockharttal együtt látják, holtan találják, ami arra készteti Quigby seriffet, hogy rövid időre letartóztassa Lockhartot.
Vic második fiának tekinti magát Alec mellett, és eljegyzi Barbarát. Alec függ Vic-től és tiszteli őt, de őt tartja felelősnek a Dave által Lockhart tulajdonában okozott károkért, és azzal fenyegetőzik, hogy megvonja Vic fizetését.
Dave lövöldözésbe kezd Lockharttal, aki a kezét találja el.  Lockhartot túlerőben legyőzik, és Dave a saját fegyverével lövi át Lockhart kezét.
Ezután Vic Dave után lovagol, és rajtakapja, amint megpróbál kapcsolatba lépni az apacsokkal, hogy átadjon 200 ismétlőpuskát, amiért az apacsok előre kifizették Vicet és Dave-et. Vic kénytelen önvédelemből megölni Dave-et, majd Alecnek elhiteti, hogy Lockhart volt a felelős.
Lockhart egy rivális ranchernél, Kate Canadynál keres menedéket, aki azt kívánja, hogy ő és Waggoman (a régen volt vőlegénye, mielőtt feleségül vette volna Dave későbbi anyját), kössenek fegyverszünetet.
Alec átnéz néhány régi számlát, és talál egy drótkerítésről szólót, amely nagyon túl van árazva. Azt gyanítja, hogy ez egy puskavásárlást takar, és elindul, hogy saját maga derítse ki, hogy Dave egyszerre lopott-e tőle és adott-e el puskákat az apacsoknak. Vic nem tudja lebeszélni róla, így mielőtt elérnék a szekeret, dulakodnak, és Alecet véletlenül lelökik a lóról és egy domboldalon lefelé esik. Vic azt feltételezve, hogy az öregember meghalt, ellovagol.
Lockhart élve találja meg Alecet, és elviszi Kate-hez, hogy ellássa a sebeit. Amikor magához tér, Alec képes elmondani Lockhartnak, amit tud Dave-ről, Vicről és a puskákról. Lockhart megtalálja Vicet, aki füstjelzéssel hívja az apacsokat a puskákért. Lockhart kényszeríti Vicet, hogy segítsen neki letolni a szekeret a hegytetőről és ezzel megsemmisíteni a puskákat, majd rájön, hogy képtelen hidegvérrel lelőni Vicet, és azt mondja neki, hogy menjen el tőle, amit végül meg is tesz. Vic ellovagol, de az apacsok elfogják és megölik.
Alec és Kate azt tervezik, hogy összeházasodnak. Barbara el akarja hagyni Coronadót, és kelet felé indul vissza. Amikor Lockhart elhagyja a várost, azt mondja Barbarának, hogy útközben Laramie-n fog áthaladni, és kérdezzen meg bárkit, hol találja Lockhart kapitányt, és ezzel megerősíti, hogy ő valójában az amerikai lovasság tisztje.

## Szereplők
- James Stewart – Will Lockhart
- Arthur Kennedy – Vic Hansbro
- Donald Crisp – Alec Waggoman
- Cathy O'Donnell – Barbara Waggoman
- Alex Nicol – Dave Waggoman
- Aline MacMahon – Kate Canady
- Wallace Ford – Charley O'Leary
- Jack Elam – Chris Boldt
- John War Eagle – Frank Darrah
- James Millican – Tom Quigby
- Gregg Barton – Fritz
- Boyd Stockman – Spud Oxton
- Frank DeKova – Padre

## Filmkészítés
Aaron Rosenberg producer szerint az ok, amiért Stewart és Mann a Férfi Laramie-ból után soha többé nem dolgozott együtt, az Éjszakai átkelés minőségével kapcsolatos nézeteltérés volt, amely Mann szerint (aki a forgatás előtt is dolgozott) „vacak” volt. Mann kilépett a filmből, mivel úgy érezte, Stewart csak azért készítette a filmet, hogy harmonikázhasson, ami annyira feldühítette Stewartot, hogy a két filmes többé nem állt szóba egymással.

## Fordítás
- Ez a szócikk részben vagy egészben  a   The Man from Laramie című angol Wikipédia-szócikk fordításán alapul.  Az eredeti cikk szerkesztőit annak laptörténete sorolja fel. Ez a jelzés csupán a megfogalmazás eredetét és a szerzői jogokat jelzi, nem szolgál a cikkben szereplő információk forrásmegjelöléseként.